# Nordlig stenkrypare
Nordlig stenkrypare (Lithobius curtipes) är en mångfotingart som beskrevs av Carl Ludwig Koch 1847. Nordlig stenkrypare ingår i släktet Lithobius och familjen stenkrypare. Arten är reproducerande i Sverige. Inga underarter finns listade i Catalogue of Life.